# Macha Mong Ruad
Macha Mong Ruad (i.e: Macha au nom rouge), fille d'Áed Rúad, est, selon la légende médiévale et la tradition pseudo historique irlandaise la seule reine figurant dans la  Liste des Ard ri Érenn.

## Règne
Áed Rúad, son père régnait en alternance sur le royaume avec ses cousins Díthorba et Cimbáeth, sept années chacun. Áed meurt après avoir effectué son troisième règne et lorsque son tour revient de nouveau, Macha réclame la royauté. Díthorba et Cimbáeth refusent qu'une femme occupe le trône, et un combat s'ensuit. Macha remporte la victoire, et Díthorba est tué. Elle gagne un second combat contre les fils de Díthorba qui s'enfuient dans une contrée sauvage du  Connacht. Elle épouse alors  Cimbáeth, avec qui elle partage la royauté.
Macha poursuit seule les fils de Díthorba déguisée en lépreuse, et les maitrise les uns après les autres lorsqu'il tentent d'avoir des relations sexuelles avec elle, ils sont ligotés et transportés en  Ulster. Les hommes d'Ulster cherchent à la tuer mais elle les devance et les réduit en esclavage et les oblige à construire la forteresse de  Emain Macha (Navan Fort près d'Armagh), qui devient la capitale de  Ulaid, délimitant ses frontières avec sa broche (d'où serait issu de le nom de Emain Macha ou Eo-muin Macha i.e Broche du cou de Macha) selon une étymologie discutable.
Macha règne conjointement avec  Cimbáeth pendant sept ans, jusqu'à la mort de la peste à  Emain Macha de son époux, puis elle règne seule quatorze autres années, jusqu'à ce qu'elle soit tuée par Rechtaid Rígderg,.
Le Lebor Gabála Érenn synchronise son règne avec celui de  Ptolémée Ier  (323-283 av. J-C.). La chronologie de Geoffrey Keating Foras Feasa ar Éirinn date son règne de 468-461 av. J.-C., les Annales des quatre maîtres de 661-654 av. J-C.

## Source
- (en) Cet article est partiellement ou en totalité issu de l’article de Wikipédia en anglais intitulé « Macha » (voir la liste des auteurs), édition du 6 septembre 2012.